# آق‌قایه (کلبجر)
آق‌قایه (به لاتین: Ağqaya) یک منطقهٔ مسکونی در جمهوری آذربایجان است که در شهرستان کلبجر واقع شده‌است.